# شهرستان چوپرن
شهرستان چوپرن (به بلغاری: Chuprene Municipality) یک شهرستان در بلغارستان است که در استان ویدین واقع شده‌است. شهرستان چوپرن ۳۳۰ کیلومتر مربع مساحت و ۲٬۲۸۵ نفر جمعیت دارد.